# Ines Uusmann
Ines Junéa Uusmann (nacida Johansson; el 30 de octubre de 1948 en Rolfstorp, Suecia) es una política sueca.
Empezó su carrera como activista de sindicato y se convirtió en parlamentaria en 1990. Se convirtió en ministra de comunicaciones en 1994, un puesto que ocuparía hasta 1998, cuando abandonó en parlamento. Ella ha sido una vez malinterpretada por un periódico al decir que Internet era un manía y que pasaría tarde o temprano, una declaración por la que a menudo ha sido ridiculizada. 
De 1999 hasta 2008, sirvió como directora general para The National Board of Housing, Building and Planning (Boverket).
Ines Uusmann es hija de Thure G. Johansson, descubridor del Hombre de Bocksten. 